# Henry Murail
Pour les articles homonymes, voir Murail.
Henry Murail, né le 7 février 1932 à Paulx (France) et mort le 22 janvier 2012 à Beauvoir-sur-Mer, est un sculpteur français.

## Biographie
Henry Murail naît le 7 février 1932 à Paulx en Loire-Inférieure,. Il est le fils d'Henri Joseph Murail et de Marthe Josèphe Dupont. En 1948, à Pornic, Henry Murail entre pour cinq ans en apprentissage chez le statuaire Marcel Godelaine, avec qui il apprend à tailler la pierre et le bois. Ils réalisent ensemble l'autel qui abrite le joyau de l'église de Sainte-Marie-sur-Mer, et la statue de la Vierge du tabernacle. Puis en 1953 Henry Murail fréquente l'école des beaux-arts de Nantes où il suit les cours du soir de Jean Mazuet.
En 1954, Henry Murail épouse Michelle Drouet et pense à fonder une famille. Pour cela il occupe divers emplois, qui vont de comptable à épicier. Mais en 1965, à la suite de séjours à Saint-Jean-de-Monts, il reprend une carrière artistique par l'enseignement de la sculpture, en créant dans cette ville son propre atelier. Puis, en 1975, il s'installe à Challans où il réside jusqu'à sa mort. Là, il poursuit le développement de son art, tout en rondeur. Henry Murail ne voulait « pas de formes maigres, même les creux doivent montrer de la plénitude », rapporte Thierry Citron, président du Salon art et matière à Maisse (Essonne) où Murail est deux fois l'invité d'honneur. Le sculpteur finit par être surnommé le « Maillol vendéen » en référence à Aristide Maillol qu'il admirait.
Henry Murail s'est en outre impliqué dans de nombreuses œuvres humanitaires, comme l'aide pour la recherche médicale, l'aide aux malades et handicapés et à leurs familles, ou aux populations défavorisées.
Denis Murail (né en 1955), l'un de ses neuf enfants, est également sculpteur.

## Œuvres
- Blain, Communauté des Frères de la Groulais : Christ en croix, 1988. Ce christ a été déplacé fin 2021 à l'intérieur de La Chapelle Notre Dame du Rosaire du calvaire de Pontchâteau.
- Thouaré sur Loire, "Christ ressuscité" placé dans l'enceinte du cimetière communautaire de la Congrégation des frères de Saint Gabriel à La Hillière.
- Challans :
  - Centre hospitalier Loire-Vendée-Océan : Adagio.
  - église Notre-Dame : crèche monumentale de Noël de 1971 à 1976, participation à la confection des personnages et des tableaux.
  - hôtel de ville : Marianne.
  - salle Louis-Claude-Roux : Buste de Louis-Claude Roux.
- La Roche-sur-Yon, Institut catholique d'études supérieures : Christ enseignant, statue.
- Les Herbiers, Grande-Rue : La Source, 1994.
- Mouilleron-Saint-Germain : Mémorial des combattants de l'Union française, 1998[11].
- Moutiers-les-Mauxfaits : Monument au colonel de Sairigné.
- Nantes, place de l'Hôtel-de-Ville, square Amiral-Halgan : Monument au maréchal Leclerc, 1995[12].
- Saint-Étienne-du-Bois, chapelle Notre-Dame-des-Martyrs-du-Bas-Poitou, la Tulévrière : L'Abbé Ténèbre, statue.
- Saint-Hilaire-de-Riez, façade de l'office de tourisme, Sion : Médaillon Henry Simon, 1991.
- Saint-Jean-de-Monts, avenue de la Mer : Baigneuse, 1999[13].

## Expositions
- 1985 : invité d'honneur du 11e Salon art et matière de Maisse.
- 1991 : hôtel de préfecture de Maine-et-Loire, Angers[2].
- 1997 : invité d'honneur du 18e Salon art et matière de Maisse.
- 2003 : exposition Henry Murail, hôtel du département de La Roche-sur-Yon[2].
- 2013 : biennale de la sculpture de Saint-Jean-de-Monts, hommage à Henry Murail, Odysséa.

## Hommage
- Résidence Henry-Murail, à Challans : foyer d'accueil médicalisé pour adultes handicapés ouvert en août 2012.